# Veľká Kýčera
Veľká Kýčera (966 m) – szczyt na Słowacji w paśmie Magury Spiskiej. Znajduje się w jej wschodniej części, w bocznym grzbiecie odbiegającym od Plontany (1107 m) na południe. Grzbiet ten oddziela doliny potoków o nazwie: Križny potok i Zálažný potok. Kolejno od północy na południe znajdują się w nim: Plontana, Pod Zbojníckym stôlom, Zbojnícky stôl', Sovia poľana, Veľká Kýčera. Na tej ostatniej grzbiet rozgałęzia się na dwa ramiona z wierzchołkami Čierťaž (778 m) i Čuba (869 m).
'Veľká Kýčera ma strome stoki i jest całkowicie porośnięta lasem. Jej północno-zachodnie stoki opadają do doliny potoku o nazwie Čertov potok (dopływ Zálažnego potoku). Nie prowadzi przez nią żaden szlak turystyczny.